# Battaglia di Chiusi
La battaglia di Chiusi (o Pasqua di sangue chiusina) fu una battaglia, inquadrata all'interno della guerra di Siena, combattuta nel 1554 presso Chiusi tra la Repubblica di Siena e le truppe della coalizione guidata dall'Impero spagnolo.

## Antefatto
Il 26 luglio 1552 a Siena la popolazione, con l'aiuto di contingenti militari inviati dal Regno di Francia, si sollevò contro il presidio imperiale che andava stringendo le maglie attorno alla città, cacciandolo e restaurando l'indipendenza della Repubblica. Questo evento dette inizio alla guerra di Siena, che coinvolse immediatamente tutto il sistema imperiale creato da Carlo V, che inviò in Toscana decine di migliaia di soldati da Regno di Spagna, Regno di Napoli, Sacro Romano Impero, nonché contingenti ungheresi e olandesi con il supporto del Ducato di Firenze. Siena da parte sua ottenne aiuti militari dai francesi, interessati ai combattimenti in quanto rientravano nel quadro delle ultrasessantennali guerre d'Italia tra Spagna e Francia.
Subito i magistrati della Repubblica di Siena dettero il via al rafforzamento delle fortificazioni in tutto il territorio nazionale. A Chiusi arrivò il famoso architetto Giovan Battista Pelori, che disegnò il nuovo forte, tanto agguerrito che il Consiglio generale di Chiusi dovette istituire nuove tasse e chiedere aiuti finanziari alla capitale.
Dopo alterne vicende iniziali, il comando degli imperiali venne affidato al Duca di Firenze Cosimo, che delegò a Gian Giacomo Medici di Marignano l'effettivo sviluppo delle attività belliche.
Mentre già nel 1553 il comandante di piazza di Chiusi, il capitano Paolo Orsini conte di Pitigliano, effettuò sortite dal centro con i suoi cavalieri, falciando ed imprigionando i soldati imperiali che saccheggiavano il contado, alla fine di gennaio del 1554 il Marignano dette il via all'offensiva generale. Ordinò di concentrare tutte le forze disponibili su Poggibonsi, dividendole poi in tre tronconi: la sua colonna ad assediare le Mura di Siena, quella di Federico da Montalto ad invadere la Maremma e la terza, al comando di Ridolfo Baglioni da dirigere verso Chiusi.

## Svolgimento
La colonna di Baglioni, che comprendeva 3 000 fanti e 200 cavalieri costituiti da truppe fiorentine e mercenari perugini guidati da Ascanio della Corgna, nipote di papa Giulio III e signore di Castiglion del Lago, mise subito a ferro e fuoco la Val di Chiana conquistando Sinalunga, Bettolle e Torrita.
Al termine di questo percorso arrivò al suo obbiettivo principale: la fortezza di Chiusi. Un primo assalto frontale comportò numerose perdite, sconsigliando di ripetere questo approccio.
Baglioni ingaggiò quindi l'assedio e si prodigò per tentare di prendere la fortezza con l'astuzia, senza subire inevitabili e forti perdite, utilizzando la carta della corruzione. Tramite il conterraneo pistoiese Bati Rospigliosi, fomentò il tradimento di Santaccio da Pistoia, al comando della città fortificata insieme a Aurelio Fregoso (un fedelissimo del capo dell'esercito senese Pietro Strozzi), promettendogli in cambio del suo appoggio la revoca del bando dalla natìa Pistoia, dalla quale era stato esiliato, una somma di denaro e la restituzione di tutti i beni e terre requisiti dai Medici. Si accordò quindi per farsi aprire le porte della cittadina nottetempo ad un segnale convenuto, durante la notte tra il giovedì ed il venerdì di Pasqua del 1554, quando le truppe fiorentine e quelle alleate sarebbero dovute penetrare furtivamente per sorprendere i difensori.
Arrivato finalmente il momento pattuito, durante la notte del venerdì santo, Ascanio tolse le tende da Gracciano, dove si era accampato, avvicinandosi a Chiusi ed attestandosi in prossimità della rocca, in attesa del segnale convenuto. Passata la notte, a due ore dall'alba, il segnale non era ancora arrivato. Gli invasori mandarono perciò prima due ambasciatori, che non fecero ritorno, poi una pattuglia di venti uomini. Questi trovarono una delle porte della cinta muraria aperta ma, entrandovi, vennero accolti da un colpo di spingarda che li annientò sul colpo.
Santaccio da Pistoia, con uno stratagemma, aveva infatti soltanto finto di farsi corrompere dai nemici. Al colpo di spingarda i senesi accesero simultaneamente fuochi su tutto il perimetro delle mura, dando il via all'attacco: mentre i difensori uscivano in forze dalle fortificazioni, la cavalleria alleata francese uscì dalla boscaglia dei colli circostanti, infrangendosi contro gli avversari, presi in accerchiamento su due fronti, ed annientandoli quasi completamente.
Fiorentini e perugini vennero quindi trucidati, migliaia vennero uccisi (tra cui il Baglioni stesso) e circa 400 presi prigionieri, dando alla battaglia il nome di Pasqua di sangue chiusina. Tra i prigionieri vi fu Ascanio, che venne liberato per richiesta diretta dell'imperatore e del papa, in quanto nipote di quest'ultimo.